# Херцогство Мерания
Херцогството Мерания (на немски: Herzogtum Meranien) е територия на Свещената Римска империя от 1153. Херцогството е създадено от Хоенщауфените през 12 век. от Херцогство Бавария. Управлява се от династиите Вителсбахи и Андекска династия.
Граф Конрад II фон Шайерн-Дахау († 1159) от род Вителсбахи е издигнат ок. 1153 г. от Фридрих Барбароса за първия херцог на Мерания и едновременно като дукс за Далмация и Хърватия.

## Херцози на Мерания
- Конрад II фон Шайерн-Дахау ок. 1153 до 1159
- Конрад III фон Шайерн-Дахау 1159 до 1182
- Бертхолд IV фон Андекс 1180/1182 до 1204
- Ото VII фон Андекс 1204 до 1234
- Ото VIII фон Андекс 1234 до 1248
- Рани, херцог на Мерания (2014- )